# 1,4-Diclorobenzè
L'1,4-diclorobenzè o p-diclorobenzè (o ) és un sòlid cristal·lí sintètic que és quasi insoluble en aigua i és soluble en èter, cloroform, benzè, acetona, alcohol i sulfur de carboni. És emprat com a desodorant en cambres de bany i insecticida contra arnes i com a fungicida mitjançant tractament per micronebulització.